# Elevated (film)
Elevated este un film canadian de scurtmetraj din 1996 regizat de Vincenzo Natali. Scenariul este scris de Natali și de Karen Walton.

## Distribuție
- David Hewlett - Hank
- Vicki Papavs -  Ellen
- Bruce McFee - Ben